# Ian Briggs
Ian Briggs est un scénariste et écrivain britannique né le 31 octobre 1958,. Il est principalement connu pour ses scénarios pour la série Doctor Who et pour son travail au théâtre.

## Biographie
Ian Briggs a étudié le théâtre à l'Université de Manchester avant de se tourner vers le théâtre et de travailler dans le design et la lumière pour de nombreux spectacles dont des concerts de jazz. Au milieu des années 1980, il suit un atelier proposé par la BBC concernant la création de scénarios. Prometteur, il se lance dans l'écriture de scripts en indépendant, notamment pour la Royal Court et pour certaines compagnies de cinéma.
Il se fait embaucher par Andrew Cartmel, alors script-éditor (responsable des scénarios) de la série Doctor Who afin d'écrire deux épisodes : « Dragonfire » (1987) et « The Curse of Fenric » (1989) C'est lui qui aura la charge d'introduire et de développer le personnage de Ace joué par Sophie Aldred.
Par la suite, il sera commissionné par la BBC pour écrire un pilote pour une nouvelle série et continue d'écrire des scénarios pour le théâtre tout en travaillant comme scénariste sur les séries Casualty et The Bill
En 1994, il revient dans une carrière d'acteur et apparaît dans la série "The Derniers" avant de jouer dans des courts-métrages et de s'occuper majoritairement de spectacles de théâtre.

### Romans
En 1989, la série Doctor Who n'ayant pas été renouvelée par la BBC, la maison d'édition Virgin Books se tourne vers d'ancien scénaristes de la série afin d'écrire un ensemble de romans s'intitulant New Adventures et mettant en scène le Docteur après l'arrêt de la série. Briggs y écrit tout un cycle intitulé Timewyrm. Il écrit aussi l'adaptation en roman de "Dragonfire" et de "The Curse of Fenric".
En mars 2008, il est l'auteur d'une nouvelle autour de Doctor Who : The Celestial Harmony Engine parue dans l'anthologie Short Trips: Defining Patterns et publiée par Big Finish Productions.

## Sources
- (en) Cet article est partiellement ou en totalité issu de l’article de Wikipédia en anglais intitulé « Ian Briggs » (voir la liste des auteurs).

1. ↑  Jordan Watch
2. ↑  Dellam
3. ↑  (en) « Dragonfire », BBC (consulté le 29 août 2015)
4. ↑  (en) « The Curse of Fenric », BBC (consulté le 8 octobre 2015)
5. ↑  (en) « Site officiel de Ian Briggs » (consulté le 9 octobre 2015)